# PopPixie
PopPixie – włoski serial animowany, wyprodukowany przez Rainbow. Po raz pierwszy serial ten został wyemitowany we Francji 14 sierpnia 2010 na France 3, a później w Télétoon. W Polsce serial był nadawany od 9 lipca 2012 roku na kanale Nickelodeon Polska w bloku Nick Jr, później został wykupiony przez serwis Netflix od dnia 9 sierpnia 2016 roku, lecz emitował go wyłącznie z polskimi napisami.

## Fabuła
Chroniona przez Drzewo Życia, miniaturowa metropolia Pixieville jest domem dla grupy wyjątkowych stworzeń, zwanych Pixie. Serial opowiada o codziennych perypetiach głównych Pixie, czarodziejek z Klubu Winx – Chatty, Piff, Tune, Digit, Amore i Lockette.

## Premiera na świecie
| Kraj              | Kanał                        | Premiera                                             |
| ----------------- | ---------------------------- | ---------------------------------------------------- |
| Francja           | France 3                     | 14 sierpnia 2010                                     |
| Hiszpania         | Clan TVE                     | 4 października 2010                                  |
| Włochy            | Rai Due                      | 10 stycznia 2011                                     |
| Finlandia         | MTV3                         | 1 lutego 2011                                        |
| Niemcy            | Nickelodeon Niemcy           | 27 czerwca 2011                                      |
| Rosja             | CTC                          | 1 października 2011                                  |
| Ameryka Łacińska  | Nickelodeon Ameryka Łacińska | 5 listopada 2011                                     |
| Polska            | Nickelodeon Polska, Netflix  | 9 lipca 2012 (Nickelodeon) 9 sierpnia 2016 (Netflix) |
| Wielka Brytania   | Nickelodeon UK               | 22 lutego 2014                                       |
| Stany Zjednoczone | Netflix (online)             | 6 czerwca 2014                                       |

## Wersja polska
Wersja polska: na zlecenie Nickelodeon Polska – Start International Polska

Reżyseria: Anna Apostolakis

Nadzór merytoryczny: Aleksandra Dobrowolska, Katarzyna Dryńska

Wystąpili:
- Agnieszka Mrozińska –
  - Ninfea,
  - Digit,
  - Mama Damiana (odc. 17)
- Grzegorz Drojewski – Fixit
- Krystyna Kozanecka – Caramel
- Miłosz Konkel – 
  - Plasto,
  - Lenny
- Brygida Turowska –
  - Rex,
  - Livy,
  - Tata Damiana (odc. 17)
- Beata Łuczak – Chatta
- Artur Pontek – 
  - Morpho,
  - Floxy,
  - Guzman,
  - Damian (odc. 17)
- Krzysztof Zakrzewski – Peop (odc. 1)
- Mirosław Wieprzewski –
  - Puop (odc. 1),
  - Augustus (odc. 9-10)
- Mikołaj Klimek – pan Rollo
- Monika Wierzbicka – Lockette
- Paweł Galia – narrator
- Maciej Dybowski – 
  - Martino,
  - Quentin (odc. 8)
- Agnieszka Fajlhauer – Robinson
- Joanna Pach – 
  - Cherie,
  - Kamilla
- Ewa Serwa – 
  - Raflezja,
  - matka Lockette (odc. 4),
  - Biby (odc. 9),
  - Gnomica (odc. 10)
- Magdalena Krylik – 
  - Maxine,
  - Lulu (odc. 3)
- Agnieszka Kunikowska – 
  - Narcyza,
  - Flower,
  - Yuka,
  - Yucca
- Adam Krylik – Justin Nimble
- Bartosz Martyna – 
  - Pixienardo,
  - różne role
- Klementyna Umer – Amore
- Beata Sadkowska –
  - Tune,
  - Yucca (odc. 5)
- Zuzanna Galia – 
  - Pam (odc. 1),
  - Blabla (odc. 8)
- Robert Tondera –
  - ojciec Lockette (odc. 4),
  - redaktor (odc. 5),
  - słoń (odc. 10)
- Katarzyna Łaska

i inni
Piosenkę śpiewała: Katarzyna Łaska
Lektor: Paweł Galia

## Spis odcinków
| Premiera odcinka | N/o | Polski tytuł                         | Angielski tytuł                         | Włoski tytuł                               |
| ---------------- | --- | ------------------------------------ | --------------------------------------- | ------------------------------------------ |
|                  |     |                                      |                                         |                                            |
| SERIA PIERWSZA   |     |                                      |                                         |                                            |
|                  |     |                                      |                                         |                                            |
| 09.07.2012       | 01  | Zielona inwazja                      | Green Attack                            | L'invasione verde                          |
|                  |     |                                      |                                         |                                            |
| 09.07.2012       | 02  | Ryba Pixie                           | A Pixie Fish                            | Un pesce fuor d'acqua                      |
|                  |     |                                      |                                         |                                            |
| 11.07.2012       | 03  | Zmienna pogoda                       | Crazy Weather                           | Cherie, una Pixie tempestosa               |
|                  |     |                                      |                                         |                                            |
| 12.07.2012       | 04  | Tajemnica Lockette                   | Lockette's Secret                       | Il segreto di Lockette                     |
|                  |     |                                      |                                         |                                            |
| 13.07.2012       | 05  | Latające pieniądze                   | Flying Money                            | Le Pixiemonete volanti                     |
|                  |     |                                      |                                         |                                            |
| 16.07.2012       | 06  | Drzewko z lodami                     | Caramel’s Ice Cream Tree                | L'albero dei gelati di Caramel             |
|                  |     |                                      |                                         |                                            |
| 17.07.2012       | 07  | Czarodziejskie lusterko              | The Mirror Spell                        | L'incantesimo dello specchio               |
|                  |     |                                      |                                         |                                            |
| 18.07.2012       | 08  | Wielki wywiad                        | The Big Interview                       | L'intervista del secolo                    |
|                  |     |                                      |                                         |                                            |
| 19.07.2012       | 09  | Robot dla Chatty                     | A Robot for Chatta                      | Un robot per Chatta                        |
|                  |     |                                      |                                         |                                            |
| 20.07.2012       | 10  | Poszukiwania magicznej kuli          | The Mystery of Lost Magicpop            | Il mistero della MagicPop perduta          |
|                  |     |                                      |                                         |                                            |
| 23.07.2012       | 11  | Obóz Pixie                           | Let’s Go Camp Pixie                     | Camp Pixie                                 |
|                  |     |                                      |                                         |                                            |
| 24.07.2012       | 12  | Zmulone małpy                        | Save the Bumble Monkey’s                | Salviamo le scimmie svitate                |
|                  |     |                                      |                                         |                                            |
| 25.07.2012       | 13  | Najlepszy przyjaciel                 | My Best Friend                          | Il mio miglior amico                       |
|                  |     |                                      |                                         |                                            |
| 26.07.2012       | 14  | Eliksir miłosny                      | Amore’s Love Potion                     | La pozione speciale di Amore               |
|                  |     |                                      |                                         |                                            |
| 27.07.2012       | 15  | Super zabawka                        | Super Toy                               | Il ladro di giocattoli                     |
|                  |     |                                      |                                         |                                            |
| 30.07.2012       | 16  | Techno wirus                         | Techno Magicpop                         | I PopPixie tecnomagici                     |
|                  |     |                                      |                                         |                                            |
| 31.07.2012       | 17  | Elf w szkole                         | An Elf in School                        | Un Elfo a scuola                           |
|                  |     |                                      |                                         |                                            |
| 01.08.2012       | 18  | Gnomy oszalały                       | Gnomes Gone Mad                         | Gnomi impazziti                            |
|                  |     |                                      |                                         |                                            |
| 02.08.2012       | 19  | Lenny i Yucca kłócą się              | Lenny & Yucca at War                    | Un bisticcio tra Elfi                      |
|                  |     |                                      |                                         |                                            |
| 03.08.2012       | 20  | Ciche przekleństwo                   | The Silent Curse                        | Un'epidemia a Pixieville                   |
|                  |     |                                      |                                         |                                            |
| 06.08.2012       | 21  | Bohaterowie ze szkolnego autobusu    | The Schoolbus Heroes                    | Gli eroi dello scuolabus                   |
|                  |     |                                      |                                         |                                            |
| 07.08.2012       | 22  | Ja też jestem PopPixie               | I’m a Popixie Too!                      | Sono anch'io una PopPixie!                 |
|                  |     |                                      |                                         |                                            |
| 08.08.2012       | 23  | Zwalniam Cię!                        | You’re Fired!                           | Sei licenziato!                            |
|                  |     |                                      |                                         |                                            |
| 09.08.2012       | 24  | Dzień brzydkiej fryzury              | Bad Hair Day                            | Capelli selvaggi                           |
|                  |     |                                      |                                         |                                            |
| 10.08.2012       | 25  | Specjalny talent Martina             | Martino’s Special Talent                | Il talento di Martino                      |
|                  |     |                                      |                                         |                                            |
| 13.08.2012       | 26  | Atak gigantycznych pająków           | Giant Spiders Invasion                  | L'attacco dei ragni giganti                |
|                  |     |                                      |                                         |                                            |
| 09.08.2016       | 27  | Gorączka złota Gnomów                | The Gnomes’ Golden Rush                 | La corsa all'oro degli Gnomi               |
|                  |     |                                      |                                         |                                            |
| 09.08.2016       | 28  | Idealna impreza                      | The Perfect Party                       | Il party perfetto                          |
|                  |     |                                      |                                         |                                            |
| 09.08.2016       | 29  | Śmieszne zwierzątko                  | A Funny Pet                             | Un cucciolo divertente                     |
|                  |     |                                      |                                         |                                            |
| 09.08.2016       | 30  | Wielki wyścig w Pixieville           | The Pixieville Grand Prix               | Il gran premio di Pixieville               |
|                  |     |                                      |                                         |                                            |
| 09.08.2016       | 31  | Burzliwy konkurs talentów            | An Explosive Talent Show                | Un talent show esplosivo                   |
|                  |     |                                      |                                         |                                            |
| 09.08.2016       | 32  | Bardzo hałaśliwe atrakcje            | About The Crackling of Jolly            | Lo spettacolo scoppiettante di Jolly       |
|                  |     |                                      |                                         |                                            |
| 09.08.2016       | 33  | Amore i skłócone smoki               | Amore and the Quarrelsome Dragons       | Amore e i draghi litigiosi                 |
|                  |     |                                      |                                         |                                            |
| 09.08.2016       | 34  | Największy fan Chatty                | Chatta’s Biggest Fan                    | Un ammiratore per Chatta                   |
|                  |     |                                      |                                         |                                            |
| 09.08.2016       | 35  | Ostatni Gnom                         | The Last Gnome                          | L'ultimo Gnomo                             |
|                  |     |                                      |                                         |                                            |
| 09.08.2016       | 36  | Wielki podkop                        | The Elves’ Underground Assault          | L'assalto sotterraneo degli Elfi           |
|                  |     |                                      |                                         |                                            |
| 09.08.2016       | 37  | Magiczne Kule zagrożone              | MagicPops In Danger                     | MagicPop in pericolo                       |
|                  |     |                                      |                                         |                                            |
| 09.08.2016       | 38  | Elektryzujący dzień                  | An Electrifying Day                     | Una giornata elettrizzante                 |
|                  |     |                                      |                                         |                                            |
| 09.08.2016       | 39  | Trzy niezwykłe życzenia              | Three Amazing Wishes                    | Tre desideri straordinari                  |
|                  |     |                                      |                                         |                                            |
| 09.08.2016       | 40  | Miniaturowe Pixie                    | The Lilluputian Pixies                  | I Pixie lillipuziani                       |
|                  |     |                                      |                                         |                                            |
| 09.08.2016       | 41  | Bardzo gadatliwy przeciwnik          | The Rival of Chattabox Chat             | Il rivale chiacchierone di Chatta          |
|                  |     |                                      |                                         |                                            |
| 09.08.2016       | 42  | Pospiesz się, Pam                    | Faster, Pam                             | Più in fretta, Pam                         |
|                  |     |                                      |                                         |                                            |
| 09.08.2016       | 43  | Biedronka przynosząca pecha          | The Bad Luck Lady Bug                   | La coccinella della sfortuna               |
|                  |     |                                      |                                         |                                            |
| 09.08.2016       | 44  | Przeziębienie nie w porę             | Fixit and Martino’s Bad Cold!           | Un brutto raffreddore per Fixit e Martino! |
|                  |     |                                      |                                         |                                            |
| 09.08.2016       | 45  | Groźne babeczki cukrowe              | Caramel’s Sugar Cupcakes                | Le tortine zuccherose di Caramel           |
|                  |     |                                      |                                         |                                            |
| 09.08.2016       | 46  | Żyć jak Cherie                       | Living Like Cherie                      | Vita da Cherie                             |
|                  |     |                                      |                                         |                                            |
| 09.08.2016       | 47  | Rywalizacja między Martino a Caramel | A Competition between Caramel & Martino | La sfida tra Caramel e Martino             |
|                  |     |                                      |                                         |                                            |
| 09.08.2016       | 48  | Syreny najlepsze przyjaciółki Pixie! | Mermaids, Pop Pixies’ Best Friends!     | Sirene, le migliori amiche dei PopPixie    |
|                  |     |                                      |                                         |                                            |
| 09.08.2016       | 49  | Skarb na końcu tęczy                 | A Treasure Under The Rainbow            | Un tesoro ai piedi dell’arcobaleno         |
|                  |     |                                      |                                         |                                            |
| 09.08.2016       | 50  | Syreni eliksir                       | The Mermaids’ Potion                    | La pozione delle Sirene                    |
|                  |     |                                      |                                         |                                            |
| 09.08.2016       | 51  | Pixieville w niebezpieczeństwie      | 'Rex’s Threat on Pixieville             | La minaccia di Rex a Pixieville!           |
|                  |     |                                      |                                         |                                            |
| 09.08.2016       | 52  | Ocalić Drzewo Życia                  | Saving the Tree of Life                 | Salviamo l'Albero della Vita!              |
|                  |     |                                      |                                         |                                            |